# Kafir, Idlib
Kafir, Idlib (tiếng Ả Rập: الكفير) là một ngôi làng Syria nằm ở Jisr al-Shughur Nahiyah ở huyện Jisr al-Shughur, Idlib. Theo Cục Thống kê Trung ương Syria (CBS), Kafir, Idlib có dân số 1567 trong cuộc điều tra dân số năm 2004.